# 小鴨村
小鴨村（おがもそん）は、鳥取県東伯郡にあった村。現在の米子市の一部にあたる。

## 地理
小鴨川下流域の沖積平野に位置していた。
- 河川：国府川[3]、岩倉川[4]、広瀬川[4]、富海川[5]
- 山岳：大山[2]

## 歴史
- 1889年（明治22年）10月1日、町村制の施行により、久米郡中河原村、小鴨村、富海村、下大江村、生田村、岡田村、福守村、北野村、東鴨村、大宮村、岩倉村、菅原村が合併して村制施行し、小鴨村が発足[1][2]。旧村名を継承した中河原、小鴨、富海、下大江、生田、岡田、福守、北野、東鴨、大宮、岩倉の12大字を編成[2]。
- 1893年（明治26年）水害で大きな被害を受けた[2]。
- 1896年（明治29年）4月1日、郡の統合により東伯郡に所属[2]。
- 1914年（大正3年）天神野耕地整理組合を設立し、村の西側台地上の原野をほとんど水田化[2]。
- 1948年（昭和23年）大字中河原に小鴨農業協同組合設立[6]。
- 1951年（昭和30年）4月1日、東伯郡倉吉町に編入され廃止[1][2]。編入後、倉吉町大字中河原・小鴨・富海・下大江・生田・岡田・福守・北野・東鴨・大宮・岩倉となる[2]。

## 産業
- 農業[2]

## 交通

### 鉄道
- 1941年（昭和16年）鉄道省倉吉線倉吉 - 関金間開通し、大字岡田に西倉吉駅開設[7]。

## 教育
- 1875年（明治8年）中河原村に小鴨小学校開校[6]。1886年（明治19年）小鴨小学校大宮分教場設置[2]。1860年（明治23年）上小鴨村の校区を分離し上小鴨尋常小学校設置[2]。1899年（明治32年）東鴨分教場を設置し大宮分教場を廃止[2]。（現倉吉市立小鴨小学校）
- 1950年（昭和25年）大字岡田に倉吉西中学校の校舎新築[7]。（現倉吉市立西中学校）

## 名所・旧跡
- 岩倉城[8]

## 出身著名人
- 中井太一郎（篤農家、大字中河原出身）[6]